# Jepsenella praepropera
La jepsenella (Jepsenella praepropera) è un mammifero insettivoro estinto, appartenente agli apatoteri. Visse nel Paleocene medio (circa 61 - 58 milioni di anni fa) e i suoi resti fossili sono stati ritrovati in Nordamerica.

## Descrizione
Questo animale è noto per resti molto incompleti della dentatura e della mandibola, ma dal raffronto con i fossili di animali simili e meglio conosciuti (come Labidolemur e Apatemys) si suppone che questo animale fosse vagamente simile a uno scoiattolo. Jepsenella era dotata di molari dalle caratteristiche più arcaiche dei generi di apatoteri successivi: il margine del trigonide era molto meno squadrato e la cuspide accessoria antero-esterna più rudimentale, ma il paraconide era più robusto. Il trigonide, invece, era molto più elevato, e il talonide era più grande di quest'ultimo. Era presente una bassa cresta che univa il trigonide all'ipoconide e formava una piccola cuspide accessoria simile a quella che si riscontra in Mixodectes. La radice del grande incisivo inferiore si estendeva fin sotto ai primi due molari, mentre il foro mentoniero era posto sotto il primo molare.

## Classificazione
Jepsenella era un membro degli apatoteri, un gruppo di mammiferi paleogenici simili a scoiattoli ma dalle affinità incerte. È probabile che Jepsenella fosse una forma basale del gruppo, forse ancestrale all'affine Labidolemur e ai generi eocenici derivati come Carcinella e Apatemys. 
Jepsenella praepropera venne descritto per la prima volta nel 1940 da George Gaylord Simpson, sulla base di resti fossili rinvenuti in Montana in terreni del Paleocene medio. Successivamente altri fossili provenienti da Wyoming, Texas e Alberta sono stati attribuiti a questa specie. È possibile che anche materiale europeo sia ascrivibile a Jepsenella.